# 孫慧蓮
孫慧蓮（英語：Helen Sun Wai Lin，1938年6月27日—）香港甘草演員，爲電視劇和電影特約演員，主要參演無綫電視劇集，於處境劇《愛·回家之開心速遞》飾演陳妹珠（綽號：食屎陳師奶）一角而出名。

## 簡歷
孫慧蓮退休前是一位小學教師，她教體育，也曾是訓導主任，並由1959年至1998年間教過五間官立小學。她教過的學生包括羅家英，也曾經在將軍澳官立小學和歐陽偉豪（Ben Sir）做過同事。她曾想執掌教鞭超過40年，但由於她於第39學年時已經60歲，所以被迫退休。
於1996年她因為想實現做藝人的夢想所以就去面試做演員。面試的時候要求她扮訓導主任，而因為她本身是老師所以就順利完成。之後她就入行和開始在香港電台兼職拍戲，直至2006年正式退休後繼續做特約演員。現在主要接拍無綫電視劇集。

## 演出

### 電視劇（無綫電視）
| 首播   | 劇名                  | 角色                             |
| 2000年 | 男親女愛              | 大 嬸                            |
| 2001年 | 皆大歡喜 (古裝)       | 婆 婆（第228集）                 |
| 2001年 | 洗冤錄II              | 婆 婆                            |
| 2002年 | 七號差館（海外首播）  | 阿 三（第20集）                  |
| 2003年 | 皆大歡喜 (時裝)       | 乞兒婆（第48集）                 |
| 2003年 | 皆大歡喜 (時裝)       | 阿 婆（第78集）                  |
| 2003年 | 皆大歡喜 (時裝)       | 阿 婆（第81集）                  |
| 2003年 | 皆大歡喜 (時裝)       | 街 坊（第98集）                  |
| 2003年 | 皆大歡喜 (時裝)       | Simon媽（第110集）               |
| 2003年 | 皆大歡喜 (時裝)       | 阿 蓮（第121集）                 |
| 2003年 | 皆大歡喜 (時裝)       | 麻雀腳（第137集）                |
| 2003年 | 皆大歡喜 (時裝)       | 母 親（第154集）                 |
| 2003年 | 皆大歡喜 (時裝)       | 母 親（第172集）                 |
| 2003年 | 皆大歡喜 (時裝)       | GoGo母（第182集）                |
| 2003年 | 皆大歡喜 (時裝)       | 垃圾婆（第219集）                |
| 2003年 | 皆大歡喜 (時裝)       | 陳二姑（第240集）                |
| 2003年 | 皆大歡喜 (時裝)       | 點心阿姐（第247集）              |
| 2003年 | 皆大歡喜 (時裝)       | 乞兒婆（第261集）                |
| 2003年 | 皆大歡喜 (時裝)       | 阿 婆（第274集）                 |
| 2003年 | 皆大歡喜 (時裝)       | 鍾老師（第301集）                |
| 2003年 | 皆大歡喜 (時裝)       | 阿 婆（第315集）                 |
| 2003年 | 皆大歡喜 (時裝)       | 茶 客（第378集）                 |
| 2003年 | 金牌冰人              | 老 婦                            |
| 2003年 | 西關大少              | 三 婆                            |
| 2003年 | 美麗在望              | 婆 婆                            |
| 2004年 | 烽火奇遇結良緣        | 村 民                            |
| 2004年 | 楚漢驕雄              | 沛縣百姓                         |
| 2006年 | 施公奇案              | 老婦人                           |
| 2006年 | 高朋滿座              | 金婆婆（第191集）                |
| 2006年 | 樓住有情人            | 蓮 姐                            |
| 2007年 | 溏心風暴              | 內地遊客                         |
| 2008年 | 師奶股神              | 校 長                            |
| 2008年 | 溏心風暴之家好月圓    | 添 嬸                            |
| 2009年 | 古靈精探B             | 三 婆                            |
| 2010年 | 依家有喜              | 婆 婆                            |
| 2011年 | 九江十二坊            | 老婆婆                           |
| 2011年 | 誰家灶頭無煙火        | 婆 婆                            |
| 2011年 | 點解阿Sir係阿Sir      | 婆 婆                            |
| 2011年 | 怒火街頭              | 校長（第7集）                    |
| 2012年 | 盛世仁傑              | 婆 婆                            |
| 2012年 | 天梯                  | 好 姐                            |
| 2012年 | 怒火街頭2             | 鍾小漫（第1集）                  |
| 2012年 | 愛·回家               | 賈 母（第255集）                 |
| 2012年 | 愛·回家               | 婆 婆（第656集）                 |
| 2012年 | 愛·回家               | 凌嫲嫲（第692、702集）           |
| 2013年 | 巨輪                  | 花生糖阿婆（第7集）              |
| 2014年 | 單戀雙城              | 婆 婆                            |
| 2014年 | 使徒行者              | 榮婆婆                           |
| 2014年 | 八卦神探              | 垃圾婆                           |
| 2015年 | 愛·回家 (第二輯)      | 耆 英（第942集）                 |
| 2015年 | 樓奴                  | 婆 婆                            |
| 2015年 | 刀下留人              | 章老夫人                         |
| 2015年 | 拆局專家              | 陸天澄母親                       |
| 2016年 | 公公出宮              | 何伯妻                           |
| 2016年 | 火線下的江湖大佬      | 蔡鳳珍                           |
| 2017年 | 愛·回家之開心速遞     | 婆 婆（第8集）                   |
| 2017年 | 愛·回家之開心速遞     | 陳妹珠（食屎陳師奶）（第67集起） |
| 2017年 | 燦爛的外母            | 好命婆                           |
| 2017年 | 老表，畢業喇！        | 書法學生                         |
| 2018年 | 逆緣                  | 紙皮婆婆                         |
| 2019年 | 金宵大廈              | 婆 婆                            |
| 2019年 | 丫鬟大聯盟            | 婆 婆                            |
| 2019年 | 牛下女高音            | 客 人                            |
| 2020年 | 法證先鋒IV            | 院 友                            |
| 2021年 | 逆天奇案              | 天仔契婆                         |
| 2022年 | 鐵拳英雄              | 街坊母                           |
| 2022年 | 十八年後的終極告白2.0 | 七 婆                            |
| 2023年 | 新四十二章            | 黃婆婆                           |
| 2023年 | 法言人                | 何伯妻                           |

### 電視劇（ViuTV）
| 首播   | 劇名     | 角色  |
| 2019年 | 詭探前傳 | 花 姑 |

### 電影
| 首播   | 片名           | 角色     |
| 2006年 | 樓上傳來的歌聲 | 樂 母    |
| 2006年 | 傷城           | 陳永富母 |
| 2006年 | 新紮師妹3      | 沙灘天使 |
| 2006年 | 最愛女人購物狂 | 修 女    |
| 2008年 | 惡男事件       | 盧國英   |
| 2010年 | 維多利亞壹號   | 8B女業主 |
| 2010年 | 槍王之王       |          |
| 2010年 | 復仇者之死     | 張 婆    |
| 2015年 | 12金鴨         |          |
| 2016年 | 老笠           | 露宿者   |
| 2023年 | 毒舌大狀       |          |
| 2024年 | 不是你不愛你   |          |

### 綜藝節目（無綫電視）
| 首播   | 節目名 | 性質／集數 |
| 2021年 | 識貨   | 第7集      |

## 出面網頁
- 孫慧蓮在香港影庫上的簡介
- 孫慧蓮 - MovieCool 影史庫 | 電影、電視劇、影人